# Max Wladimirowitsch Alpert

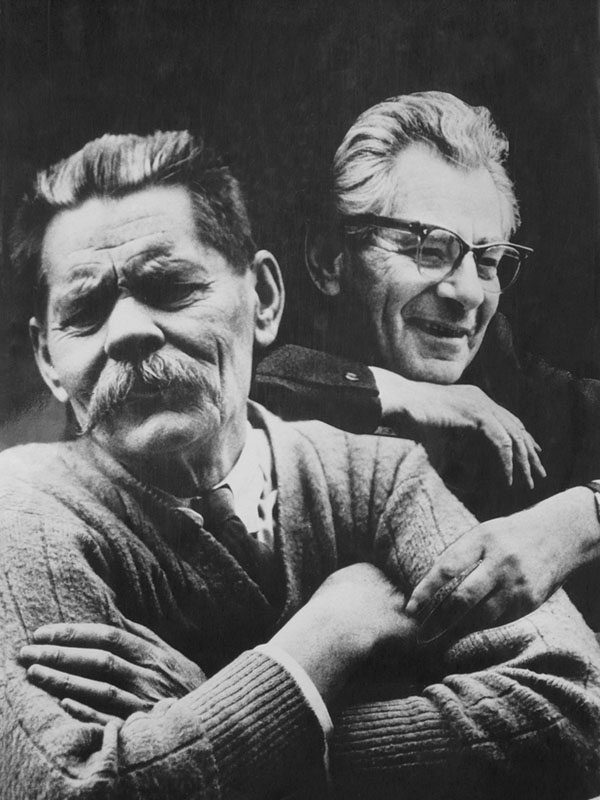
Max Alpert (rechts) in einer Bildmontage mit Maxim Gorki, 1972

 Max Wladimirowitsch Alpert  (* 18. März 1899 in Simferopol, Gouvernement Taurien, Russisches Kaiserreich; † 30. November 1980 in Moskau) war ein sowjetischer Fotojournalist. Er gehört zu den bedeutendsten Vertretern der Reportage- und Dokumentationsfotografie.
Zu seinen bekanntesten Werken, bei denen er Mitautor war, zählt die Foto-Story Ein Tag im Leben der Familie Filipow.
Max Alpert arbeitete ab 1924 als Fotokorrespondent für die Arbeiter-Zeitung und von 1929 bis 1931 für die Prawda. Von 1931 bis 1940 zählte er zu den Mitarbeitern der Zeitschrift UdSSR im Bau. Alpert war außerdem Gründungsmitglied der Russischen Gesellschaft proletarischer Fotografen (ROPF). Im Zweiten Weltkrieg arbeitete er für das Sowinformbüro. Seine Fotoarchive sind heute im Besitz der RIA Novosti. Eine Sammlung seiner Werke wird im Museum für zeitgenössische Geschichte Russlands in Moskau aufbewahrt.